# Dawit Charaziszwili
Dawit Charaziszwili (gruz. დავით ხარაზიშვილი; ur. 24 kwietnia 1992 w Tbilisi) – gruziński lekkoatleta, specjalizujący się w biegach długosytansowych oraz maratonach.
Olimpijczyk z 2016 roku gdzie wziął udział w maratonie, w którym zajął 71. miejsce.. Uczestnik mistrzostw świata z 2017 roku. W 2018 roku brał udział w mistrzostwach świata w półmaratonie, gdzie zajął 100. miejsce.
Reprezentował swój kraj podczas drużynowych mistrzostwach Europy w 2013, 2014, 2015 oraz 2017 roku.
Rekordy życiowe: stadion: 3000 m – 8:30,57 (25 czerwca 2017, Marsa), 5000 m – 15:16,44 (24 czerwca 2017, Marsa), półmaraton – 1:05:39 (15 maja 2016, Ryga), maraton – 2:16:17 (27 września 2015, Berlin); hala: 3000 m – 8:50,55 (22 lutego 2014, Stambuł), 5000 m – 14:59,5 (6 lutego 2016, Tbilisi).

## Wyniki

### Zawody międzynarodowe
| Rok  | Zawody                            | Miejsce                  | Konkurencja | Czas       | Pozycja | Źródło            |
| ---- | --------------------------------- | ------------------------ | ----------- | ---------- | ------- | ----------------- |
| 2016 | Igrzyska olimpijskie              | Rio de Janeiro, Brazylia | maraton     | 2:20:47    | 71.     | [ 1 ] [ 2 ] [ 3 ] |
| 2017 | Mistrzostwa świata                | Londyn, Wielka Brytania  | maraton     | 2:24:24    | 56.     | [ 4 ] [ 5 ]       |
| 2018 | Mistrzostwa świata w półmaratonie | Walencja, Hiszpania      | półmaraton  | 1:06:19 SB | 100.    | [ 6 ]             |

### Drużynowe mistrzostwa Europy
| Rok  | Zawody                       | Poziom       | Miejsce           | Konkurencja    | Wynik       | Wynik                        | Źródło |              |                            |                |            |    |       |
| Rok  | Zawody                       | Poziom       | Miejsce           | Konkurencja    | Rezultat    | Miejsce                      | Źródło |              |                            |                |            |    |       |
| ---- | ---------------------------- | ------------ | ----------------- | -------------- | ----------- | ---------------------------- | ------ | ------------ | -------------------------- | -------------- | ---------- | -- | ----- |
| Rok  | Zawody                       | Poziom       | Miejsce           | Konkurencja    | 2013        | Drużynowe mistrzostwa Europy | Źródło | Trzecia Liga | Bańska Bystrzyca, Słowacja | bieg na 3000 m | 9:04,04 SB | 9. | [ 7 ] |
| 2014 | Drużynowe mistrzostwa Europy | Trzecia Liga | Tbilisi, Gruzja   | bieg na 3000 m | 8:54,09 PB  | 7.                           | [ 8 ]  |              |                            |                |            |    |       |
| 2014 | Drużynowe mistrzostwa Europy | Trzecia Liga | Tbilisi, Gruzja   | bieg na 5000 m | 16:15,25 PB | 7.                           | [ 8 ]  |              |                            |                |            |    |       |
| 2015 | Drużynowe mistrzostwa Europy | Trzecia Liga | Baku, Azerbejdżan | bieg na 3000 m | 9:01,04 SB  | 10.                          | [ 9 ]  |              |                            |                |            |    |       |
| 2017 | Drużynowe mistrzostwa Europy | Trzecia Liga | Marsa, Malta      | bieg na 3000 m | 8:30,57 PB  | 2.                           | [ 10 ] |              |                            |                |            |    |       |
| 2017 | Drużynowe mistrzostwa Europy | Trzecia Liga | Marsa, Malta      | bieg na 5000 m | 15:16,44 PB | 3.                           | [ 10 ] |              |                            |                |            |    |       |